# IQIYI

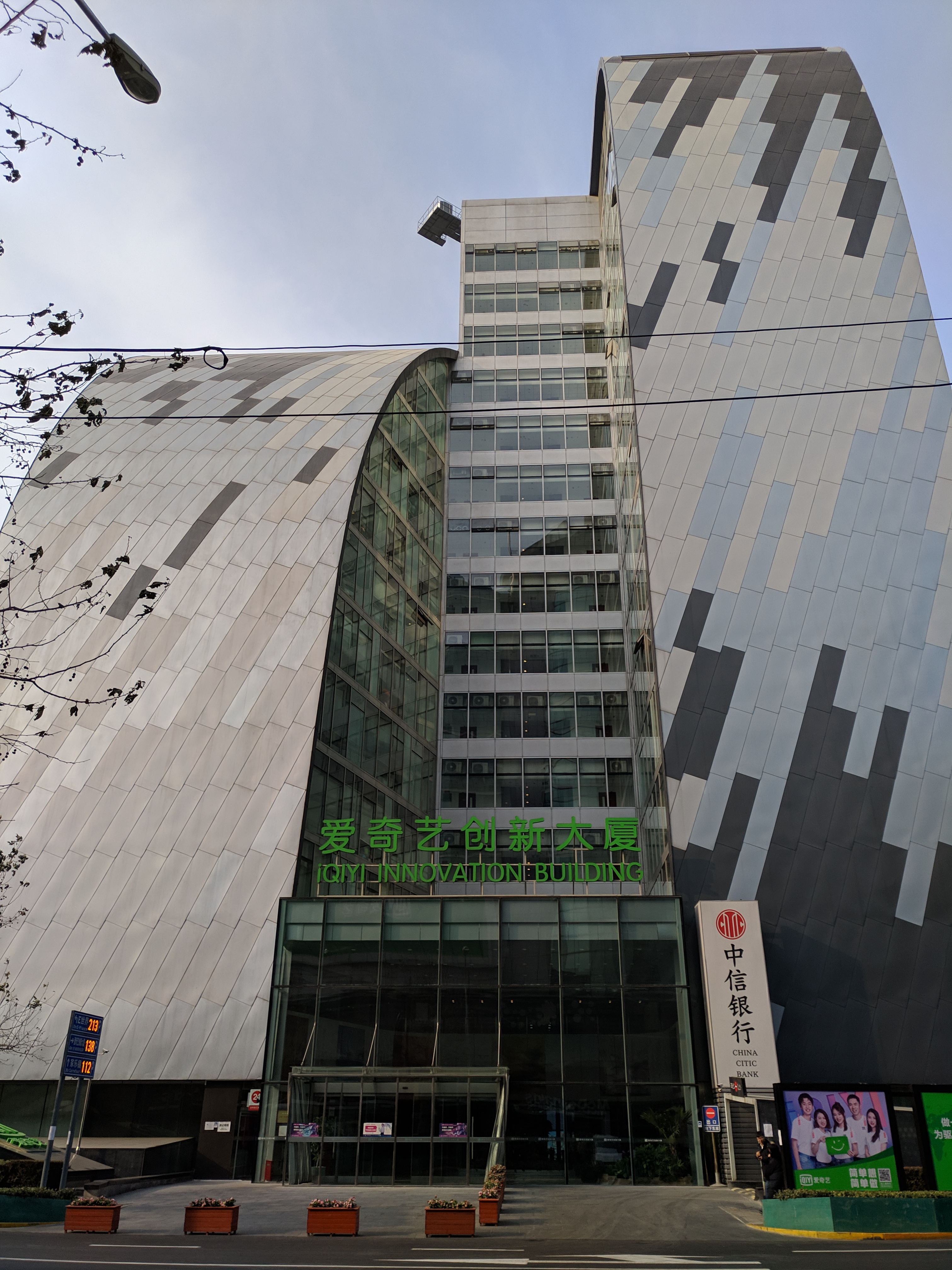
北京市中関村にある愛奇芸創新大廈

2022年まで使用されたiQIYIロゴ

iQIYI（アイチーイー、簡体字: 爱奇艺、繁体字: 愛奇藝、愛奇芸、あいきげい）は、中華人民共和国のビデオ・オン・デマンド及び動画配信サービスであり、百度傘下のオンラインエンターテイメント企業である。

## 概要
2010年4月に、大手検索エンジン企業・百度によって奇芸（奇艺、QiYi）として開始。2011年1月、ライセンス違反が発覚し、国家ライセンスを保有する百度ビデオ（百度视频）のライセンスを共有する形で問題を解決した。2011年11月、運営会社を北京鼎新天下科技有限公司から国家ライセンスを所有する北京新聯信德広告伝媒有限公司に変更し、QiYiからiQIYIにリブランドされた。
権利者との契約に基づき中国本土以外からはドラマやアニメ、映画の正規コンテンツは視聴できないようになっていた。その後、多言語対応になっている。
他の動画共有サイトと同様に、日本のアニメ作品（映画を含む）が、海賊版や違法アップロード防止として、制作局が中国の総代理店を通じて正規配信されている中国語字幕付きのコンテンツもあり、中国語吹替版も配信されている。なお、これらの一部については、視聴にはVIP有料会員に加入する必要があるコンテンツもある。
360度ビデオに投稿・再生に対応している。日本のニコニコ動画のように動画上にコメントが流れる弾幕機能がある。

## 歴史
2009年11月、百度がケイマン諸島に持株会社Ding Xin, Inc.（現：iQIYI, Inc.）を設立。
2010年1月、龚宇（Yu Gong）が百度のオンラインビデオ会社のCEOに就任。29日、北京鼎新天下科技有限公司を設立。
2010年2月、動画サイト名「QiYi（奇艺）」を発表。
2010年2月、アメリカ合衆国の投資会社Providence Equity Partners（プロビデンス・エクイティ・パートナーズ）から資金調達。
2010年3月、中国の完全子会社Beijing QIYI Century Science & Technology Co., Ltd.を設立。
2010年3月29日、奇艺（QIYI.COM）のベータ版をリリース。
2010年4月22日、奇艺（QIYI.COM）を正式リリース。
2010年8月、Ding Xin, Inc.からQiyi.com, Inc.に社名変更。
2011年11月、北京新联信德广告传媒有限公司（2007年3月設立、Beijing Xinlian Xinde Advertising Media Co., Ltd.）の支配権を取得。
2011年11月、iQIYI（爱奇艺）にリブランド。
2012年5月、北京新联信德广告传媒有限公司が北京爱奇艺科技有限公司（Beijing iQIYI Science & Technology Co., Ltd.）に改名。`
2012年7月、中央広播電視総台や江蘇省広播電視総台と共同で銀河互聯網電視を設立。その後、セットトップボックスやスマートテレビで視聴可能なアプリ「銀河奇異果（中国語: 银河奇异果）」の提供を開始した。
2012年11月、百度がProvidence Equity PartnersのiQiyi株式を取得。
2013年5月、百度がPPStream Inc.のオンラインビデオ事業を買収し、iQIYIに統合。
2014年12月、iQIYI Pictures (Beijing) Co., Ltd.を設立。
2016年3月29日、台湾版（繁体字中国語）を開設した。
2017年4月25日、Netflixとオリジナル作品のライセンス契約を締結。
2017年5月、ケイマン諸島に完全子会社であるiQIYI Film Group Limitedを設立。
2017年6月、iQIYI Film Group HK Limited、Beijing iQIYI Cinema Management Co., Ltd.（現：Beijing iQIYI Intelligent Entertainment Technology Co., Ltd）を設立。
2017年7月、Beijing iQIYI New Media Science & Technology Co., Ltd.を設立。
2017年11月、Qiyi.com, Inc.からiQIYI, Inc.に社名変更。
2018年3月、iQIYI, Inc.がNASDAQに上場。
2018年7月17日にゲームメーカーのSkymoons Inc.及びChengdu Skymoons Digital Entertainment Co., Ltd.を買収。
2020年8月13日 iQIYIは、2019年の収益を最大40％水増ししていると非難したWolfpack Researchが2020年4月に発表した報告書をめぐり、アメリカ金融市場規制当局の調査を受けていることを明らかにした。
2020年10月15日、台湾市場から撤退。
2022年4月22日、12周年を記念して、iQIYIロゴを刷新した。

## 企業構造
- iQIYI, Inc.【百度56.2%（総議決権92.7％）】[3]
  - Beijing QIYI Century Science & Technology Co., Ltd. (“Beijing QIYI Century”)
  - Chongqing QIYI Tianxia Science & Technology Co., Ltd. (“QIYI Tianxia”)
  - Qiyi.com HK Limited (“QIYI HK”)
  - iQIYI Media Limited
  - iQIYI Film Group Limited
    - iQIYI Film Group HK Limited
      - Beijing iQIYI New Media Science & Technology Co., Ltd. (“iQIYI New Media”)

  - Skymoons Inc.
    - Magic Prime Group Limited
      - Special (Hong Kong) Co., Ltd.

### VIE
- Beijing iQIYI Science & Technology Co., Ltd. ("北京爱奇艺科技有限公司"or“Beijing iQIYI ”)【耿晓华（Mr. Xiaohua Geng）100%】 - 動画サイト「iQIYI」運営
  - Chengdu Skymoons Digital Entertainment Co., Ltd.(成都天象互动数字娱乐有限公司) 
    - Tianjin Skymoons Interactive Co., Ltd.(天津天象互动科技有限公司) - ゲーム事業
    - Chengdu Skymoons Interactive Network Game Co.,Ltd,(成都天象互动网络游戏有限公司)
- Shanghai Zhong Yuan Network Co., Ltd.（上海众源网络有限公司）【Dr. Yu Gong 100%】 - 旧動画サイト「PPS.tv」とライブストリーミングサービス「奇秀」運営
- Shanghai iQIYI Culture Media Co., Ltd. (“Shanghai iQIYI”)【Dr. Yu Gong 50%,Mr. Xiaohua Geng 50%】- iQIYIの広告代理店
- iQIYI Pictures (Beijing) Co., Ltd.(爱奇艺影业（北京）有限公司)【Dr. Yu Gong 50%,Mr. Ning Ya 50%】- 映画事業
- Beijing iQIYI Intelligent Entertainment Technology Co., Ltd.(“Intelligent Entertainment”or"北京爱奇艺智能科技有限公司")【Dr. Yu Gong 50%,Mr. Xianghua Yang 50%】

## ビジネス
iQIYI, Inc.のビジネスは、iQIYIの有料会員からの課金収入、オンライン広告収入、サブライセンスやiQIYIオリジナルコンテンツの外販から得たコンテンツ配給収入、その他（オンラインゲーム、ライブブロードキャストでの仮想アイテム販売、タレントエージェンシーなど）で構成されている。
2019年の年次報告書によると有料会員収入144億人民元、広告収入82億人民元、コンテンツ配給収入25億人民元、その他収入37億人民元、年間総収入289億人民元、純損失102億人民元で未だ投資段階である。

## オリジナルコンテンツ

### バラエティ番組
- The Rap of China
- 偶像練習生（Idol Producer）
- 青春有你
- 熱血街舞團
- Fourtry (潮流合伙人)
- The Big Band (乐队的夏天)
- Qipa Talk(奇葩说)

### ドラマシリーズ
- The Lost Tomb
- The Mystic Nine
- Tientsin Mystic (河神)
- Story of Yanxi Palace (延禧攻略)
- Golden Eyes (黄金瞳)
- The Thunder (破冰行动)
- The Great Ruler（北灵少年志之大主宰）

### アニメーション
- Beyond The Ocean (四海鲸骑)